# Bahnstrecke Nakhon Ratchasima–Ubon Ratchathani
| Bahnhof Ubon Ratchathani |                     |                                         |                                         |
| Streckenlänge: | 312 km              |                                         |                                         |
| Spurweite: | 1000 mm (Meterspur) |                                         |                                         |
| |                     |                                         |                                         |
| \| \| \| Nordostbahn von Bangkok Hua Lamphong \| \| \| \| 263,65 \| Nakhon Ratchasima \| Nakhon Ratchasima \| \| \| 266,28 \| Thanon Chira Junction \| Thanon Chira Junction \| \| \| \| Bahnstrecke Nakhon Ratchasima–Nong Khai \| \| \| \| 271,59 \| Ban Phalai \| Ban Phalai \| \| \| 276,35 \| Ban Phanao \| Ban Phanao \| \| \| 280,10 \| Ban Phra Phut \| Ban Phra Phut \| \| \| 284,10 \| Mae Nam Mun (150 m) \| Mae Nam Mun (150 m) \| \| \| 285,40 \| Tha Chang \| Tha Chang \| \| \| 293,26 \| Nong Manorom \| Nong Manorom \| \| \| 300,15 \| Chakkarat \| Chakkarat \| \| \| 309,75 \| Ban Hin Khon \| Ban Hin Khon \| \| \| 316,90 \| Hin Dat \| Hin Dat \| \| \| 325,65 \| Huai Thalaeng \| Huai Thalaeng \| \| \| 337,50 \| Nong Kathing \| Nong Kathing \| \| \| 345,70 \| Lamplai Mat \| Lamplai Mat \| \| \| 354,85 \| Thamen Chai \| Thamen Chai \| \| \| 363,30 \| Ban Salaeng Phan \| Ban Salaeng Phan \| \| \| 366,50 \| Ban Nong Tat \| Ban Nong Tat \| \| \| 376,02 \| Buriram \| Buriram \| \| \| 380,35 \| Ban Tako \| Ban Tako \| \| \| 385,51 \| Huai Rat \| Huai Rat \| \| \| 398,65 \| Krasang \| Krasang \| \| \| 405,50 \| Nong Teng \| Nong Teng \| \| \| 412,00 \| Lam Chi \| Lam Chi \| \| \| 419,75 \| Surin \| Surin \| \| \| 428,60 \| Bu Ruesi \| Bu Ruesi \| \| \| 437,16 \| Mueang Thi \| Mueang Thi \| \| \| 445,60 \| Kradon Kho \| Kradon Kho \| \| \| 452,39 \| Sikhoraphum \| Sikhoraphum \| \| \| 460,25 \| Ban Kalan \| Ban Kalan \| \| \| 471,00 \| Samrong Thap \| Samrong Thap \| \| \| 479,74 \| Mae Nam Huai Thap Than (100 m) \| Mae Nam Huai Thap Than (100 m) \| \| \| 481,50 \| Huai Thap Than \| Huai Thap Than \| \| \| 489,04 \| Nong Khaen (seit 1954) \| Nong Khaen (seit 1954) \| \| \| 494,45 \| Uthumphon Phisai \| Uthumphon Phisai \| \| \| 489,27 \| Ban Tae \| Ban Tae \| \| \| 504,00 \| Ban Niam seit 1954 \| Ban Niam seit 1954 \| \| \| 514,12 \| Mae Nam Huai Samran (130 m) \| Mae Nam Huai Samran (130 m) \| \| \| 515,09 \| Si Sa Ket \| Si Sa Ket \| \| \| 527,19 \| Nong Waeng \| Nong Waeng \| \| \| 534,20 \| Ban Khlo (seit 1954) \| Ban Khlo (seit 1954) \| \| \| 542,18 \| Kanthararom \| Kanthararom \| \| \| 546,86 \| Ban Non Phueng (seit 1954) \| Ban Non Phueng (seit 1954) \| \| \| 553,99 \| Huai Khayung \| Huai Khayung \| \| \| 557,70 \| Ban Thon \| Ban Thon \| \| \| 566,20 \| Bung Wai \| Bung Wai \| \| \| \| \| \| \| \| 573,00 \| Ban Pho Mun (bis 1985) \| Ban Pho Mun (bis 1985) \| \| \| 575,10 \| Ubon Ratchathani (Warin Chamrap) \| Ubon Ratchathani (Warin Chamrap) \| \| \| \| \| \| \| Quellen: [1] \| \| \| \| |                     |                                         |                                         |
| Strecke |                     | Nordostbahn von Bangkok Hua Lamphong    | Nordostbahn von Bangkok Hua Lamphong    |
| Bahnhof | 263,65              | Nakhon Ratchasima                       | Nakhon Ratchasima                       |
| Bahnhof | 266,28              | Thanon Chira Junction                   | Thanon Chira Junction                   |
| Abzweig geradeaus und nach links |                     | Bahnstrecke Nakhon Ratchasima–Nong Khai | Bahnstrecke Nakhon Ratchasima–Nong Khai |
| ehemaliger Bahnhof | 271,59              | Ban Phalai                              | Ban Phalai                              |
| Bahnhof | 276,35              | Ban Phanao                              | Ban Phanao                              |
| Bahnhof | 280,10              | Ban Phra Phut                           | Ban Phra Phut                           |
| Brücke über Wasserlauf | 284,10              | Mae Nam Mun (150 m)                     | Mae Nam Mun (150 m)                     |
| Bahnhof | 285,40              | Tha Chang                               | Tha Chang                               |
| Bahnhof | 293,26              | Nong Manorom                            | Nong Manorom                            |
| Bahnhof | 300,15              | Chakkarat                               | Chakkarat                               |
| Bahnhof | 309,75              | Ban Hin Khon                            | Ban Hin Khon                            |
| Bahnhof | 316,90              | Hin Dat                                 | Hin Dat                                 |
| Bahnhof | 325,65              | Huai Thalaeng                           | Huai Thalaeng                           |
| Bahnhof | 337,50              | Nong Kathing                            | Nong Kathing                            |
| Bahnhof | 345,70              | Lamplai Mat                             | Lamplai Mat                             |
| Bahnhof | 354,85              | Thamen Chai                             | Thamen Chai                             |
| Bahnhof | 363,30              | Ban Salaeng Phan                        | Ban Salaeng Phan                        |
| Bahnhof | 366,50              | Ban Nong Tat                            | Ban Nong Tat                            |
| Bahnhof | 376,02              | Buriram                                 | Buriram                                 |
| Bahnhof | 380,35              | Ban Tako                                | Ban Tako                                |
| Bahnhof | 385,51              | Huai Rat                                | Huai Rat                                |
| Bahnhof | 398,65              | Krasang                                 | Krasang                                 |
| Bahnhof | 405,50              | Nong Teng                               | Nong Teng                               |
| Bahnhof | 412,00              | Lam Chi                                 | Lam Chi                                 |
| Bahnhof | 419,75              | Surin                                   | Surin                                   |
| Bahnhof | 428,60              | Bu Ruesi                                | Bu Ruesi                                |
| Bahnhof | 437,16              | Mueang Thi                              | Mueang Thi                              |
| Bahnhof | 445,60              | Kradon Kho                              | Kradon Kho                              |
| Bahnhof | 452,39              | Sikhoraphum                             | Sikhoraphum                             |
| Bahnhof | 460,25              | Ban Kalan                               | Ban Kalan                               |
| Bahnhof | 471,00              | Samrong Thap                            | Samrong Thap                            |
| Brücke über Wasserlauf | 479,74              | Mae Nam Huai Thap Than (100 m)          | Mae Nam Huai Thap Than (100 m)          |
| Bahnhof | 481,50              | Huai Thap Than                          | Huai Thap Than                          |
| Bahnhof | 489,04              | Nong Khaen (seit 1954)                  | Nong Khaen (seit 1954)                  |
| Bahnhof | 494,45              | Uthumphon Phisai                        | Uthumphon Phisai                        |
| Bahnhof | 489,27              | Ban Tae                                 | Ban Tae                                 |
| Bahnhof | 504,00              | Ban Niam seit 1954                      | Ban Niam seit 1954                      |
| Brücke über Wasserlauf | 514,12              | Mae Nam Huai Samran (130 m)             | Mae Nam Huai Samran (130 m)             |
| Bahnhof | 515,09              | Si Sa Ket                               | Si Sa Ket                               |
| Bahnhof | 527,19              | Nong Waeng                              | Nong Waeng                              |
| Bahnhof | 534,20              | Ban Khlo (seit 1954)                    | Ban Khlo (seit 1954)                    |
| Bahnhof | 542,18              | Kanthararom                             | Kanthararom                             |
| Bahnhof | 546,86              | Ban Non Phueng (seit 1954)              | Ban Non Phueng (seit 1954)              |
| Bahnhof | 553,99              | Huai Khayung                            | Huai Khayung                            |
| Bahnhof | 557,70              | Ban Thon                                | Ban Thon                                |
| Bahnhof | 566,20              | Bung Wai                                | Bung Wai                                |
| Abzweig geradeaus und ehemals nach links · Strecke von rechts (außer Betrieb) |                     |                                         |                                         |
| Strecke · Betriebs-/Güterbahnhof Streckenende (Strecke außer Betrieb) | 573,00              | Ban Pho Mun (bis 1985)                  | Ban Pho Mun (bis 1985)                  |
| Kopfbahnhof Streckenende | 575,10              | Ubon Ratchathani (Warin Chamrap)        | Ubon Ratchathani (Warin Chamrap)        |
| |                     |                                         |                                         |
| Quellen: |                     |                                         |                                         |

Die Bahnstrecke Nakhon Ratchasima–Ubon Ratchathani war die erste Verlängerung der thailändischen Nordostbahn. Ihre Kilometrierung zählt von Bangkok Hua Lamphong.

## Geschichte

### Vorgeschichte

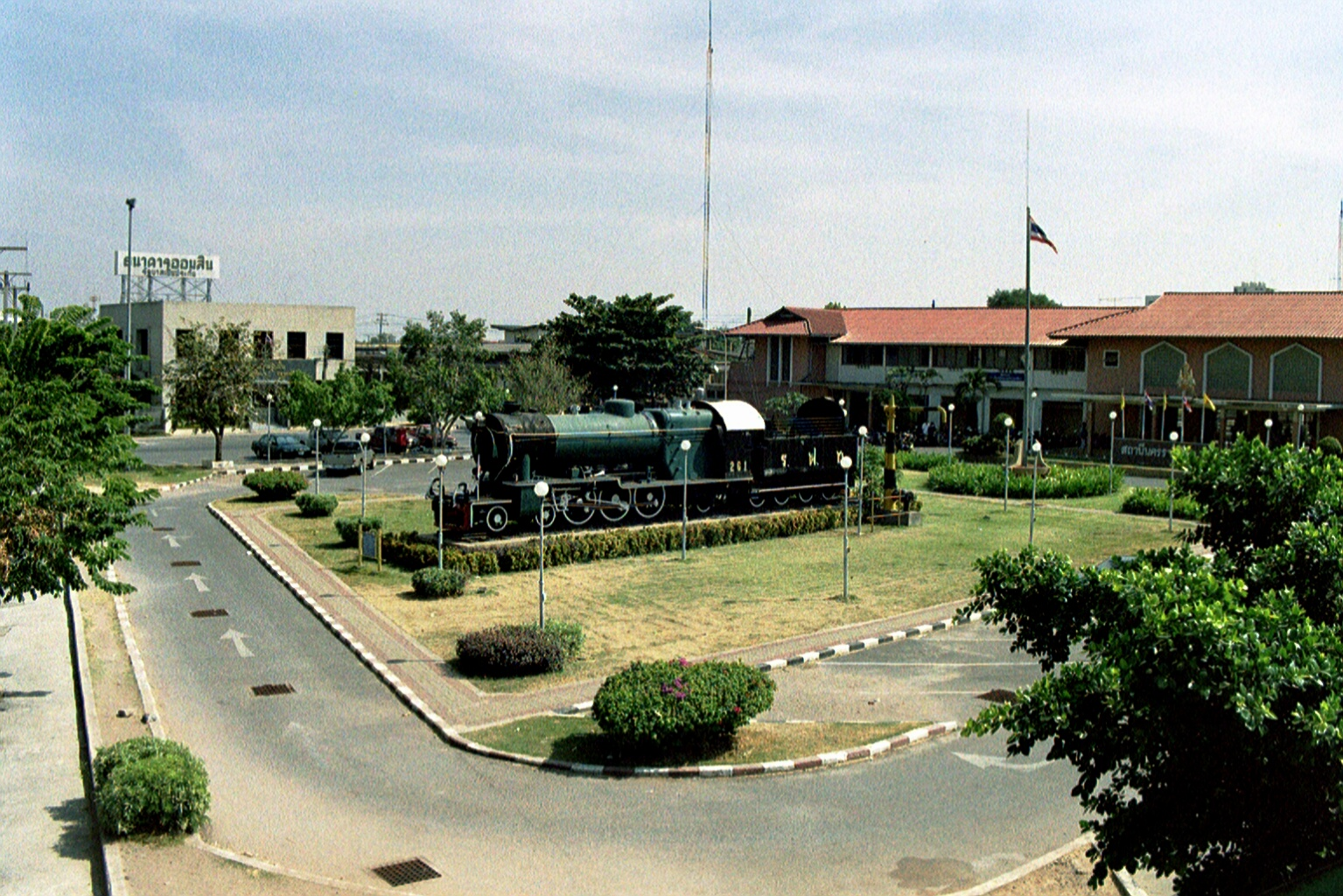
Bahnhof Nakhon Ratchasima (2004)

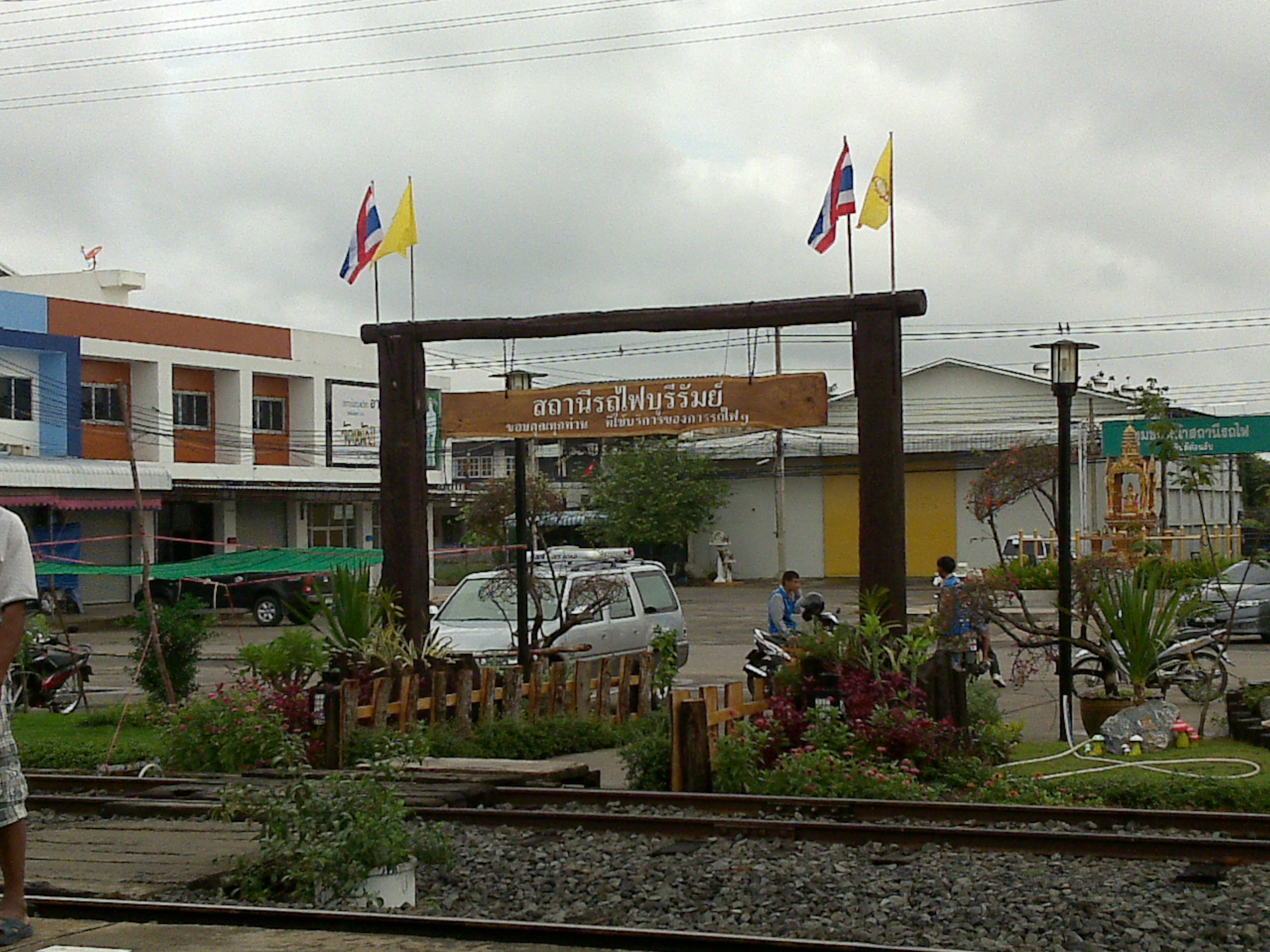
Bahnhof Buri Ram (2012)

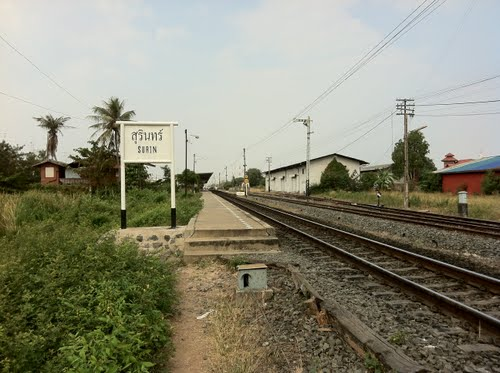
Bahnhof Surin (2012)

Siam musste 1904 und 1907 Gebiete an das französische Indochina (heute: nördliches Kambodscha) abtreten. Damit war die östliche Grenze festgeschrieben und ein Eisenbahnbau in dieser Richtung konnte nicht mehr als Expansionspolitik gegen Frankreich interpretiert werden. Zudem wurden in den 1910er Jahren die beiden Eisenbahnprojekte Nordbahn und Südbahn fertiggestellt, so dass nun entsprechende Ressourcen für weitere Bahnprojekte feststanden. Hier bot sich die Verlängerung der Nordostbahn an, nicht zuletzt, um einer weiteren Expansion Indochinas nach Westen vorzubeugen.

### Bau
1919 wurde der Beschluss gefasst, die beiden Spurweiten der Staatsbahn auf Meterspur zu vereinheitlichen, um den unproblematischen Übergang von Eisenbahnfahrzeugen auf die Bahnen der Nachbarterritorien sicherzustellen, die alle in dieser Spurweite betrieben wurden. Deshalb wurde die Bahnstrecke Nakhon Ratchasima–Ubon Ratchathani – im Gegensatz zur Nordostbahn, deren Fortsetzung sie darstellte – in Meterspur errichtet. Baubeginn war 1920. Es folgten die Abschnitte
- Korat (Nakhon Ratchasima)–Tha Chang 1922
- Tha Chang–Buriram 1925
- Buriram–Surin 1926
- Surin–Huai Thap Than 1927
- Huai Thap Than–Sisaket 1928
- Sisaket–Warin Chamrap 1930[3]

## Besonderheiten
Der Endbahnhof der Strecke heißt zwar „Ubon Ratchathani“, liegt aber in Warin Chamrap, am Südufer des Mun, während sich die gegenüber liegende Stadt Ubon Ratchathani am Nordufer befindet. Hinzu kommt, dass sich zwischen dem Fluss und Warin Chamrap große, flache Überschwemmungsflächen erstrecken, so dass Fähren in Warin Chamrap nicht anlegen können. Eine Brücke über den Mun war zur Bauzeit der Strecke noch zu teuer. Um Güter ohne nochmaliges Umladen per Schiff nach Ubon Ratchathani transportieren zu können, wurde einige Kilometer flussaufwärts der Güterbahnhof Ban Pho Mun angelegt, zu dem eine Stichstrecke führte. Hier gab es keine Überschwemmungsflächen, so dass ein Hafen gebaut werden konnte, in dem Frachtschiffe von und nach Ubon Ratchathani anlegen konnten. Erst als in den 1950er Jahren eine Straßenbrücke über den Mun zwischen Ubon Ratchathani und Warin Chamrap errichtet wurde, wurde der Güterbahnhof Ban Pho Mun aufgegeben und Güter für die Bahn zwischen Ubon Ratchathan und Warin Chamrap auf der Straße transportiert. Die Zulaufstrecke zu dem ehemaligen Güterbahnhof wurde nach 1985 stillgelegt und anschließend abgebaut.

## Planungen

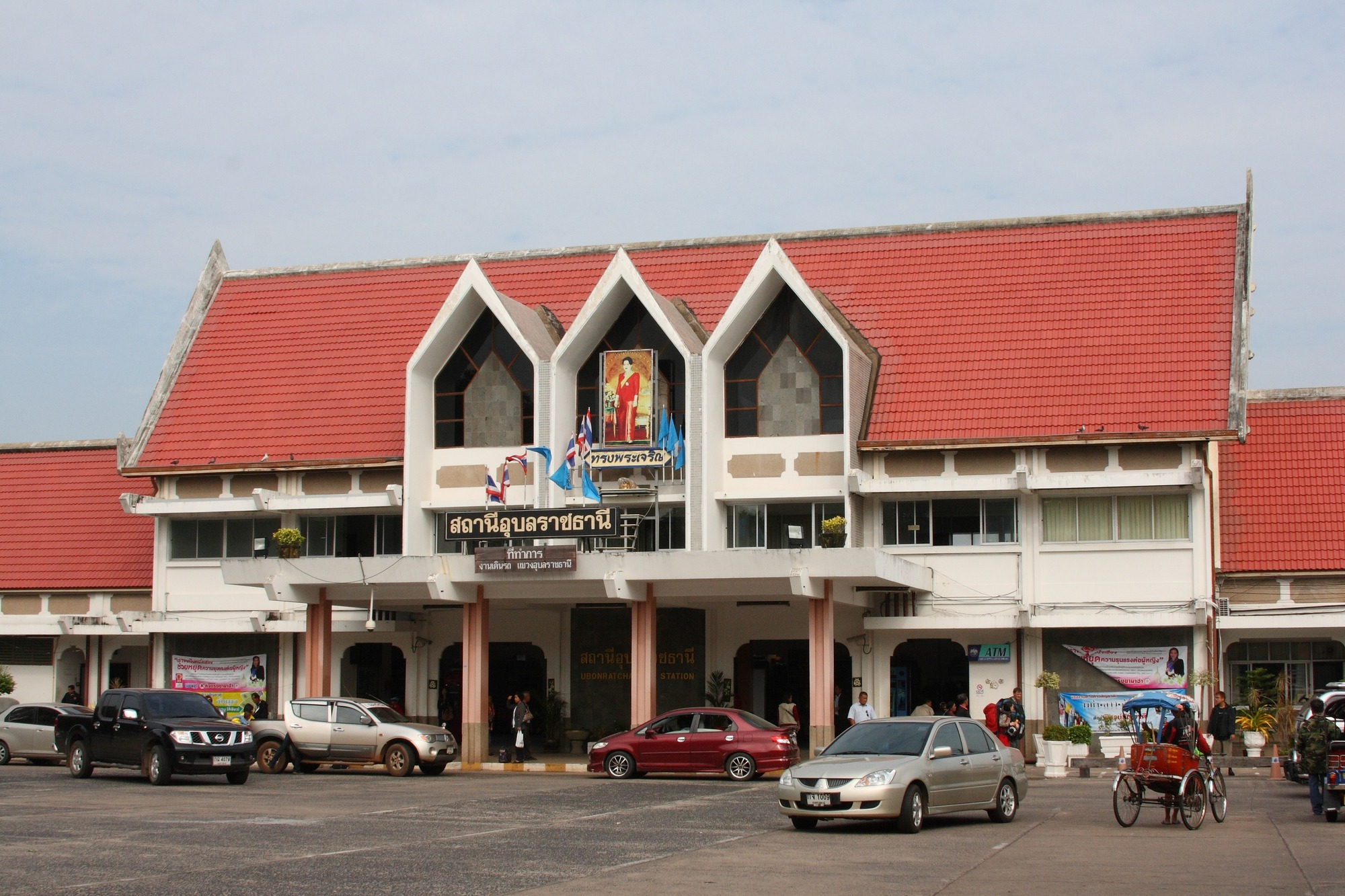
Empfangsgebäude Ubon Ratchathani (2010)

Im Zweiten Weltkrieg war Thailand mit Japan verbündet. Das japanische Militär suchte nach einer Möglichkeit, das thailändische und das vietnamesische Eisenbahnnetz zu verbinden. Dazu wurde 1943 eine Fortsetzung der Strecke über laotisches Gebiet mit Zielrichtung Hanoi vermessen. Zu einem Baubeginn kam es nicht mehr. Die thailändische Regierung sah die Pläne eher skeptisch und hatte keine Ambitionen hinsichtlich eines Anschlusses ihres Bahnnetzes an die Eisenbahn in Indochina.
Es gibt seit längerem den Vorschlag, die Strecke um 70 km zum Grenzübergang Chong Mek Amphoe Sirindhorn zu verlängern oder von dort aus nach Pakse in Laos. Dies mündete nie in eine konkrete Planung.

## Verkehr Bangkok–Ubon Ratchathani
Über die gesamte Strecke der Nordostbahn und der Bahnstrecke Nakhon Ratchasima–Ubon Ratchathani verkehren täglich sechs Zugpaare zwischen Bangkok und Ubon Ratchathani. Eines davon ist ein DRC-Schnellzug.